# 秘儀及び所謂疑似科学に対する行動
秘儀及び所謂疑似科学に対する行動（ひぎおよびいわゆるぎじかがくにたいするこうどう、独: Aktion gegen Geheimlehren und sogenannte Geheimwissenschaften）、または、『ヘス作戦』（Aktion Heß、Sonderaktion Heß、Heß-Aktion）は、ナチス・ドイツによるオカルト主義者や神秘主義者、科学者などに対して行われた弾圧、摘発政策である。
1941年6月9日に始まったこの政策は、国家社会主義ドイツ労働者党（ナチ党）の副総統であったルドルフ・ヘスのいわゆる「単独飛行」に対するナチ党指導部による対応から始まった。オカルティズムに傾倒していたヘスは、個人的な占星術師に導かれて逃亡したものとされ、オカルトに対して激しく否定的であった党幹部のマルティン・ボルマンとヨーゼフ・ゲッベルスが、この行動の中心となっていた。実行機関は、国家保安本部（RSHA）長官ラインハルト・ハイドリヒの指揮下にある親衛隊保安部（SD）と警察であった。この政策の結果、多くのオカルト主義者が投獄されただけでなく、キリスト教諸団体などのメンバーもその犠牲となり第三帝国期におけるオカルト主義者に対する弾圧の集大成であった。これらの弾圧による被害者の統計はほとんど行われておらず、その数についての情報はまだ不明である。
また、逮捕された者の中には、1942年の初め頃より海軍最高司令部配下の実験部隊「SP大隊（Abteilung SP）」に採用された者がおり、この部隊では恒星時の振り子(Siderisches Pendel : SP)を用いて、敵潜水艦や護衛船団の位置を把握する活動を行っていた。

## 背景

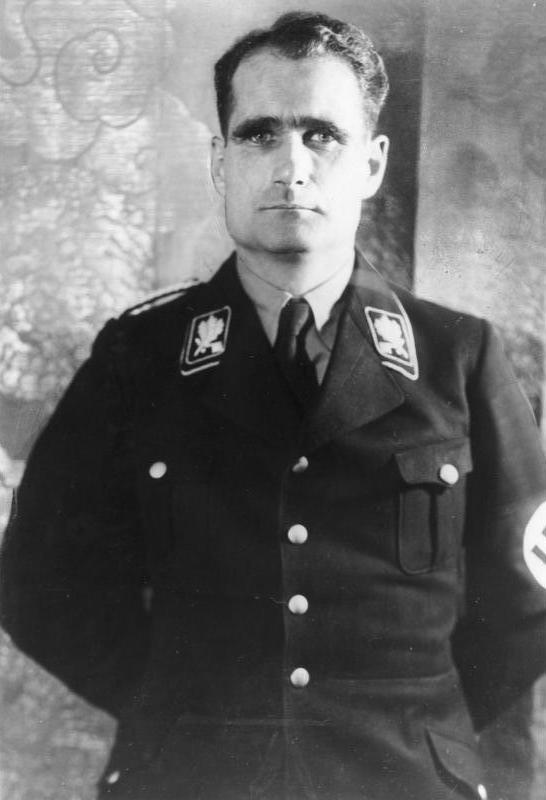
ルドルフ・ヘス。熱狂的な神秘主義者であり、後のイギリスへの単独飛行もこうした嗜好によるものであった

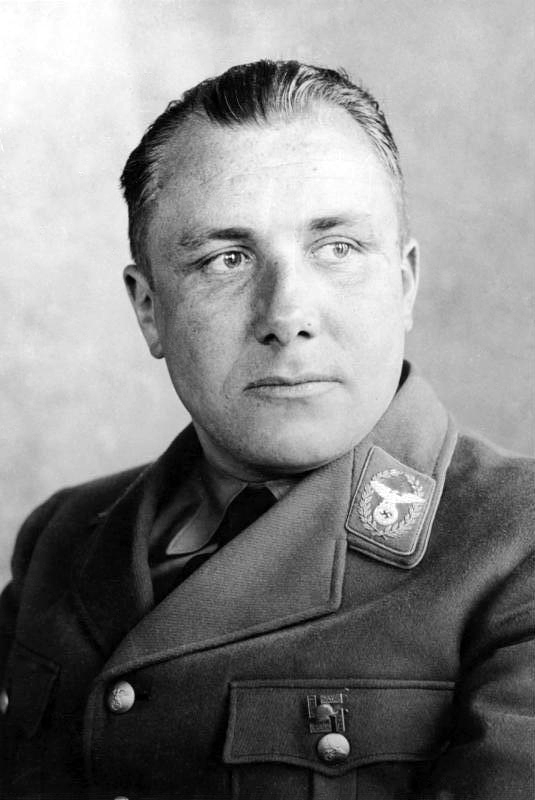
マルティン・ボルマン。ヘスの秘書を務め、ヘスとは対照的にオカルトに対しては否定的であった

アドルフ・ヒトラーをはじめとするナチ党政権下では、オカルト的なものを原則的に否定していた。1933年に権力を掌握した直後、オカルトやいくつかの宗教的な運動や団体が「反国家的宗派（staatsfeindliche Sekten）」として分類され、占星術師などに対しては初めて職業上の禁止令が出された。神智学協会をはじめ、当初は親衛隊（SS）の保安部（SD）のみが監視していた組織もあった。1935年2月、『国際神智学友の会（de）』の会長であるヘルマン・ルドルフ（de）の出版物が没収され、発禁されることになった。両組織は1937年7月に解散し、ルドルフ・ヘスをはじめとするナチ党の幹部が後援していたアントロポゾフィー協会（Anthroposophische Gesellschaft）も、1935年11月1日には禁止された。 アントロポゾフィー協会に近かったキリスト者共同体（Die Christengemeinschaft）は、当初はキリスト教団体として存続することができたが、8つの学校のうち、1938年までに5つの学校が強制撤去または自主的に閉鎖された。
アルフレート・ローゼンベルク配下のローゼンベルク機関（Amt Rosenberg : ARo）の顧問である天文学者のクルト・キシャウアー（de）は、1936年1月4日付けの『国家社会主義月報（Nationalsozialistischen Monatsheften）』においてこう述べている。 
1937年7月20日、ラインハルト・ハイドリヒが署名した「メソニック・ロッジに似た組織を解散させる」という回覧文書により、そのような「宗派」はすべて禁止された。
一方で、一部のナチ党幹部はオカルトとの関係は曖昧であり、例えば、親衛隊長官のハインリヒ・ヒムラーは、秘教的なサークルやオカルト的な祭事、古代ゲルマン神話などに強い関心を持っていた。 彼は、オカルト主義者のカール・マリア・ヴィリグートから長年にわたって助言を受け、ヴィルヘルム・ヴルフという個人的な占星術師を雇っていた。また、武装親衛隊（Waffen SS）の隊員は、水や鉱石、金などの宝物を見つけるための占術的な訓練を受けていたともいわれ、人智学運動に関連した治療教育やバイオダイナミック農法は、終戦まで大きな弾圧もなく継続することが許されていたが、ヒムラーの個人的な利益のために禁止される可能性があったいわれている。
ヒトラーの副官及び副総統であったルドルフ・ヘスは、密教、代替医療、自然療法、占星術などに非常に強い関心を持っており、このために他のナチ党幹部から彼の出生国にちなんで「エジプトのヨギ（Yogi aus Ägypten）」というあだ名をつけられていた。 ヘスと他の党幹部との権力闘争はますます激しくなり、ヘスの反対者の一人は秘書であるマルティン・ボルマンであり、彼は個人的にオカルトを厳しく否定する人物であった。ヨーゼフ・ゲッベルスとラインハルト・ハイドリヒも同様にヘスのオカルト的嗜好を否定し、軽蔑していた。ヘスはまた、これらの問題に関してヒトラーと大きな意見の相違があったという。歴史学者のなかには、第二次世界大戦が始まると副総統の立場であるヘスはナチ政権の中では形骸化した存在となりヒトラーからも疎まれ、それ以来自然療法や占星術により没入したという見解がある。
1941年5月7日、ヘスの壮大な「イギリスへの単独飛行」のちょうど3日前にボルマンは回覧文書で「反国家的なプロパガンダの手段としての迷信、奇跡の信仰、占星術」を禁じるように、各地の大管区指導者たちに厳命していた。
ヒトラーにあてた報告では、さらにこう続けている。 
以後、ボルマンは自らの上司であるヘスと明確に対立することになる。

## ヘスによる単独飛行

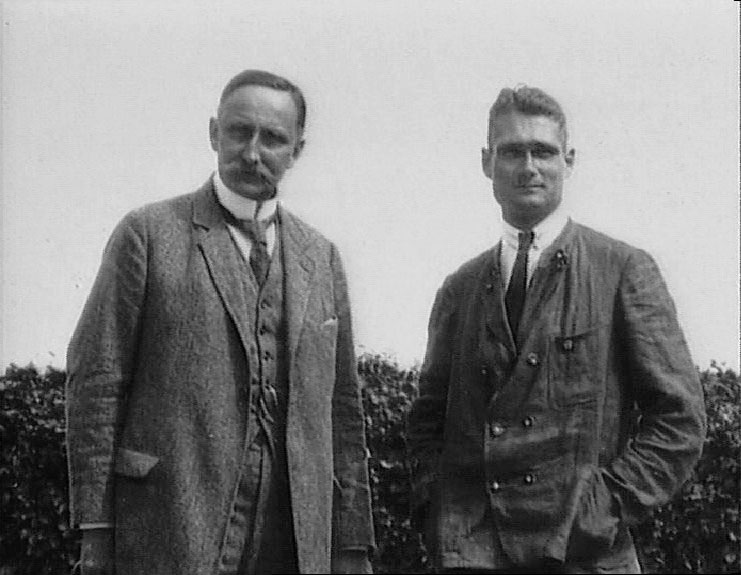
ハウスホーファーとヘス。両者は親交があり、後にヘスはハウスホーファーの助言により単独飛行への確信をもったという

1940年の夏、ヒトラーはイギリスに対してかなり中途半端な和平案を試みイギリスの世論と内閣はヒトラーの申し出を拒否した。この時期に、国民から比較的人気のあったヘスは「平和使節団」の構想を練り、師匠のカール・ハウスホーファーや息子のアルブレヒト・ハウスホーファーと話し合いながら「両ゲルマン民族の流血を食い止める」というイギリスへの単身飛行の計画を練ったといわれている。
ヘスは1941年1月、仲間のエルンスト・シュルテ・ストラトハウスに個人的なホロスコープを書いてもらい、この占いでは、1941年5月10日がヘスにとって「平和のための旅の有望な日」になると予言されていた。この日は「牡牛座の満月と6つの惑星」が一致したと言われている。 
歴史家のManfred Görtemakerによると、ヘスは3回の飛行を試みたが、いずれも技術的な問題や悪天候のために失敗したと仮定している。最初の失敗は1940年12月21日であり、残りの2回は1941年1月と2月に失敗したと言われている。3月、ストラトハウスは、自分が描いたホロスコープをミュンヘンの占星術師マリア・ナーゲンガストに提出しており、ナーゲンガストは、占いの作成に対して50ライヒスマルクを受け取ったと言われている。占星術師のWaltraud Weckerleinは、1949年に出版された著書『Hitlers Sterne lügen nicht（ヒトラーの星は嘘をつかない）』の中で、ナーゲンガストがヘスに「5月には命の危険なく飛ぶことができる」と助言したと述べており、またヘスはナーゲンガストの「顧客」であったというが確証はない。
1941年5月10日18時10分、ヘスはアウグスブルク近郊のハウンシュテッテン空軍基地からメッサーシュミットBf110に搭乗し、スコットランドへ向かった。ヘスはダンガベル城において、ダグラス・ハミルトン公爵と和平交渉を行う予定であり、これは、アルブレヒト・ハウスホーファーの友人だったハミルトンがウィンストン・チャーチルの敵対者だと勘違いしていたためといわれる。彼の和平提案は関心を持たれず、イギリスの捕虜となった。出発前、ヘスはヒトラーに宛てた手紙を副官のカールハインツ・パンシュ（de）に託した。
ヘスがイギリスへの単独飛行を決断した動機については、様々な憶測がある。この飛行は現在でも世界史の謎のひとつであり、憶測や陰謀論がなされる。歴史学者のライナー・F・シュミットによれば、ヘスは英国秘密情報部（MI6）の意図的な陰謀の犠牲者であったとし、ヘスはハミルトンと文通していたと言われているが、その手紙はMI6により偽装されたものと言われている。第二次世界大戦中、イギリス海軍情報部に勤務していたジャーナリストのDonald McCormickは、オカルト信奉者のヘスに飛行を促すために、英国諜報機関が捏造したホロスコープを使ったというフレミングの声明を発表している。ヘスに近いオカルトサークルは組織的に浸透し、1941年の春にはスイスのシークレット・サービスの連絡先から適切に作成されたホロスコープが送られ、ヘスは「平和の使者」になることを促されたといわれる 。ナチの高官の中で占星術を信じ、イギリスとの和平交渉を目指していたヘスはこのようなクーデター計画の最有力候補と見なされていたためであった。
ヘスの単独飛行の翌日、彼の副官であるパンシュはベルクホーフでヘスからの手紙をヒトラーに手渡した。その際のヒトラーの反応にはさまざまな証言がある。歴史家の多くは、ヒトラーの反応を怒りと落胆であったと表現しており、ゲッベルスは自らの日記に「総統は完全に粉砕された」と記し、全国報道局長のオットー・ディートリヒによれば、ヒトラーは手紙を読んだ際に「とてつもない動揺に襲われた」としている。アルベルト・シュペーアはこの時のヒトラーから「言葉にならない」ほとんど「動物のような音」を聞いたと述べており、ヒトラーの主任通訳のパウル＝オットー・シュミット（de）
は、この状況を爆弾の衝撃になぞらえている。ランツベルクの獄中での長年の同志でもあったヘスにヒトラーは「あいつが海に落ちることを願う」とこぼしたと言われている。
2011年にロシア連邦国立公文書館で発見されたピンシュの発言によると、ヒトラーの反応はこれらの証言とはまったく異なるものと言われ、ヒトラーはこの報を聞いても呆然とすることなく、むしろ冷静に聞いていたといい、ピンシュはヒトラーがヘスの計画に内通しており、飛行は「英国との事前の合意」に基づいて行われた、とも主張している。
1941年5月12日午後9時、党の公式声明として大ドイツ放送（de）の全局で最初の放送が行われ、声明はヒトラー自身が策定したものと述べられた。
放送の内容は、ヘスがヒトラーに宛てた手紙の結びの文を参考にしていたといわれ、ヘスの妻イルゼによると、夫はその中に次のように書き込んでいたという。 
翌日の朝、イギリスのラジオはヘスの単独飛行の件を報じた。
第二次世界大戦後、ニュルンベルク裁判において当時、ポーランド総督府の総督であり、党の法務部長でもあったハンス・フランクが記したメモによると、ヒトラーは1941年5月13日の午後、急遽、党の全国指導者と大管区指導者を召集し、ヘスの飛行について、ヒトラーは怒りを込めてこう述べたという。
ゲッベルスはこの件について、1941年5月14日付けの日記にこう記している。
同日、ドイツの全日刊紙は「ヘス事件の解明」という見出しで、ヘスがスコットランドに上陸し、妄想に悩まされ、最終的にはその犠牲になったと何度も繰り返し報じた。
また、5月14日、ボルマンはヒトラーが「国民を愚かさと迷信に誘惑するオカルト、占星術師、疑似医療などに対して最も激しい処置を望んでいる」とハイドリヒに電報を送っている。
翌日、国民啓蒙宣伝宣伝大臣として、ヨーゼフ・ゲッベルスは、すべてのオカルト、透視、テレパシー、または占星術のプレゼンテーションを禁止する命令を出した。5月16日、彼は日記に次のように記している 。
戦後に見つかったボルマンからヒムラーにあてた手紙には、次のように書かれている。
ヘスによる一連の奇妙な行動は、彼が単独で飛行した後、ナチの宣伝によって二重に利用された。一方では、占星術師やオカルティストの影響を受けた「混乱した」「操られた」一匹狼の「逃亡」の釈明にもなっており、この戦略は、おそらくボルマンが考案したものとされ、内外の政治的影響を最小限に抑えるためのものといわれる。一方で、これらはその後のオカルト全般に対する抜本的な弾圧を正当化するものでもあった。

## ヘス作戦

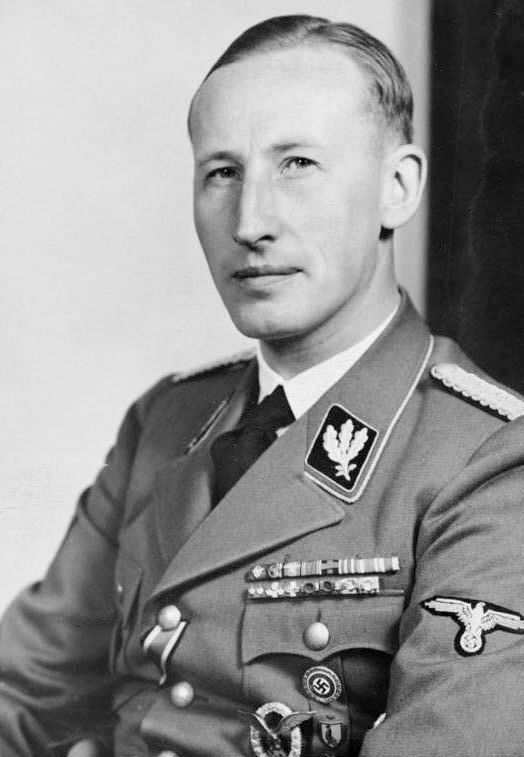
国家保安本部長官ハイドリヒ

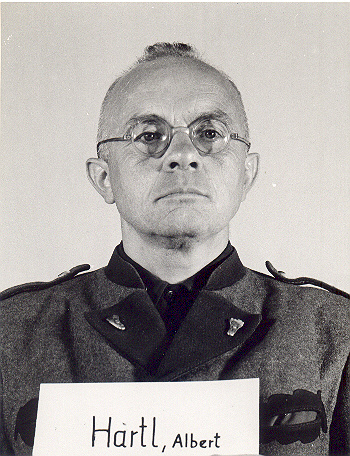
アルベルト・ハルトル少佐

1941年6月4日、ハイドリヒはヒトラーの指示に基づいて、『秘教及び所謂疑似科学に対する行動』を開始した。当日、州警察、刑事警察、SDなどのすべての指導者は速達の書簡を受け取り、6月9日、可能であれば午前7時から9時の間に実行するように命令された。命令は、いくつかの占領地を含む国家全体に適用され、調整機関は、アルベルト・ハルトル（de）親衛隊少佐配下の『国家保安本部第IV局 - IV B「諸宗派」（RSHA IV B）』であった。これらの摘発行動はゲシュタポからは『ヘス作戦』と名付けられていた。
告示の内容は次のとおりである。
ハイドリヒのこの書簡には、9ページと4ページからなる付録がついており、その中には、誰に対してどのように行動するのかが詳述されており、処置の対象となったのは、アントロポゾフィスト、セオゾフィスト、アリオゾフィスト、占星術師、超心理学者、占い師、ミラクルヒーラー、ルーン占い師、占い師といった、あらゆる形でオカルトを実践している者たちであった。 行動中に押収された資料は「さらなる行動のための手がかり」として収集されることになっていた。
オカルト的教義信奉者の尋問の情報は、1941年6月6日に保安局（SD）から送られてきた「極秘」と書かれた回覧文書で、警察とSDの各事務所に与えられた 。 SDは、オカルト的活動で告発された数百人の市民からの人物別報告書を配布した。報告書には、疑惑とされた活動の詳細や、各個人に対する推奨される措置や罰則が記載されていた。 多くの場合、家宅捜索や尋問、警察による警告、例外的に手紙の没収などが行われた。多くのオカルト研究者が逮捕され、拘留や禁固刑に処せられた。拘束された後、強制収容所に移された者もいた。

## SP大隊

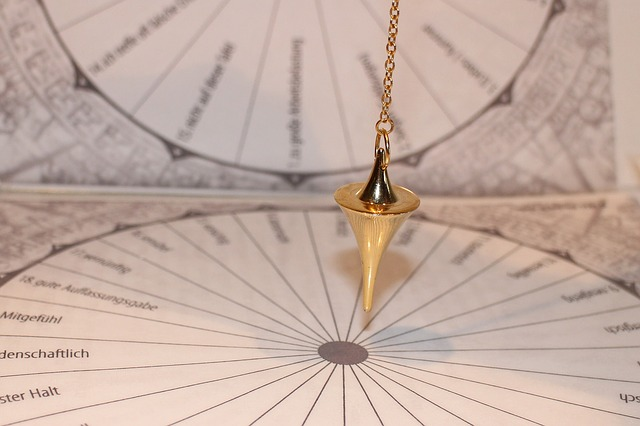
恒星時を用いた振り子

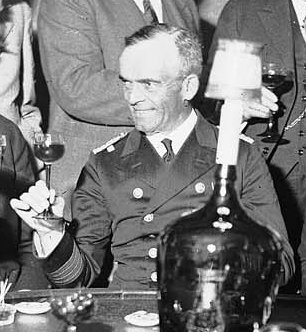
オットー・シュニーヴィント海軍参謀長

後にこうした摘発は停止されたが、第三帝国期におけるオカルトや疑似的科学への弾圧がすべて終了したわけではなかった。しかし、戦争の目的に合致し、ナチズムのイデオロギーにあまり抵触しないような特定の活動については継続することが認められており、このようにして、迫害されていたオカルティストや科学者たちは、ナチ政権に確信犯的に協力するようになっていった。ヘス作戦から数ヶ月後、SDやゲシュタポによる摘発を受けて逮捕された者たちの一部は海軍の『SP大隊（Abteilung SP）』と呼ばれる部隊に移された。SPという略語は恒星時の振り子である「Sidereal Pendulum」の略であり、この大隊は、海軍総司令部（Oberkommando der Kriegsmarine : OKM）に直属していたという。しかし、誰がいつこの部隊を立ち上げたのか、また、海軍やその関係者がその部隊を知っていたのかは、今日まで不明であり関連文書も存在しない。特にゲルダ・ヴァルターとヴィルヘルム・ヴルフによる戦後の目撃情報が唯一の情報となっている。ヴルフの証言によると、少なくともオットー・シュニーヴィント海軍参謀長は、この実験部隊の存在を知っていたと述べており、この部隊の設立にあたったのは、海軍士官のハンス・A・ローダー（Hans A. Roeder）（1888-1985）と考えられている。ローダーは、1939年9月より海軍兵器局本部で「開発・特許」の総顧問を務めており、ヴァルターによれば、自らを「超能力者」と称していたと言われている。この部隊を設立した理由の一つとして、イギリス海軍がドイツの対潜水艦作戦に成功を収めていたことが考えられ、ヴァルターによるとローダーは、イギリス海軍が非科学的或いは超常的な力によってドイツ側の潜水艦の位置を把握しているのではないかと疑っていたためと言われる。ヴァルターによれば「ドイツも、できるだけ早く似たようなもので対抗したかった」とのことである。しかし、イギリス海軍が成功した理由は、そのような非科学的なものではなく、1941年5月9日、U-110を攻略した際に、暗号機「エニグマM3」の完成品が捕獲されたことによる。これにより、イギリスは「ドイツ潜水艦司令部の無線通信を多かれ少なかれわずかな遅れで数ヶ月間継続して解読する」ことに成功した。
戦後、1941年から1944年まで海軍最高司令部の作戦部長を務めたゲルハルト・ワグナー（de）少将は、SP大隊の試みについて次のように証言している。
戦後、ヴルフは自らが所属していていたSP大隊を「風変わりな会社」と表現している。ベルリンの本部には、自称「霊媒師、心霊師、タットワ研究者、占星術師、天文学者、球技者、数学者」らが集まっていた。SP大隊の勤務部隊には、化学者で特許弁護士のフリッツ・クエイド（1884-1944）やコンラッド・シュッペ（1871-1945）などがいた。クエイドは1939年まで『ドイツ科学オカルト協会（D. G. W. O.）』の会長を務めていたが、この協会は1939年より『ドイツ形而上学協会（D. m. G.）』と改称された。後にシュッペが会長を務め、両者とも『ヘス作戦』のなかで数週間にわたって投獄された経験をもっていた。ハンス・ヘルマン・クリッツィンガー（1887-1968）は、博士号を持つ天文学者で、D. G. W. O.の元メンバーでもあり、SP大隊に所属していた。弾道学の専門家である彼は、当初はドイツ空軍で活動しており、1940年の初めから、ノストラダムスの予言の専門家として宣伝省に勤務していた。非常に多才なクリッツィンガーは、放射線治療のエキスパートでもあった。SP大隊は、明らかにD.G.W.O.の既存のネットワークから構築されたものであり、ゲルダ・ヴァルターは戦後、SP大隊の作業会議で「古い超心理学の友人」と再会したと書いている。 天文学者であり占星術師であるヴィルヘルム・ハルトマン（1893-1965）は、選ばれた者の適性テストを行ったと言われている。また、オーストリアの技術者であり、振り子やラジエステの研究者であるルートヴィヒ・ストラニアック（1879-1951）も、SP大隊の設立に関わったと言われている。これらの者は、1936年に「科学的振り子研究協会」を設立していたが、ヘス作戦の過程で禁止されていた。ストラニアックは海軍に技術提供をし、最初の実験で恒星の振り子により戦艦の位置の把握に成功したと言われ、この実験の成功によりSP大隊が設立されるきっかけになったという。ヴルフの証言によると、敵の船団や護衛艦の位置確認のために、大隊の隊員たちは精神統一の儀式として「海図に両手を広げて」毎日のようにしゃがみこんでいたという。また、部隊の隊員が非常に異質な存在であることから、いくつかの問題や対立も生じた。SP大隊はかなりの活動を行っていたが、軍事的に役立つ成果を出すことはできなかった。偵察の成功が実現しなかったことは、すべての資料が証明している。ゲルダ・ヴァルターによると、SP大隊は1942年の秋に解散したといわれている。1942年11月2日、海軍情報部の幕僚であるErhard Maertens副提督（1891-1945）は、Erich Raeder大提督とのブリーフィングで、振り子による位置確認の実験は役に立たないことが判明したため、今後は中止するようにと述べている。1980年に出版されたスベン・サイモンの図鑑によると、シュニーヴィントの「ローダー研究所の振り子実験が海戦に何らかの形で影響を与えたことを私は一度も知らない」という証言が残されている。
1943年1月末、振り子の位置実験に携わっていた私設学者ハンス・ヘルマン・クリッツィンガーが、海軍最高司令部の提案で名誉教授の称号を与えられた。クリッツィンガーは「戦争の課題を解決するのに特にふさわしい人物」の一人であったと正当性が認められている。それとほぼ同時期に、海軍の最高司令部では、エーリッヒ・レーダーからカール・デーニッツへの海軍総司令官の就任が行われていた。ボルマンは党の理論家ローゼンベルクに、今は勲章を受けているクリッツィンガーがいわゆるSP大隊隊員による「奇跡」の功績のために、悪い意味で名を馳せたと書いている。